# Jijel (provins)
36°48′N 5°46′Ø / 36.8°N 5.77°Ø
Jijel (arabisk: ولاية جيجل, berbisk: ⵉⵖⵉⵍ ⴳⵉⵍⵉ Ighil Gili) er en af Algeriets 48 provinser. Administrationscenteret er Jijel.